# 全日本学生弓道女子王座決定戦
全日本学生弓道女子王座決定戦（ぜんにほんがくせいきゅうどうじょしおうざけっていせん）は、全日本学生弓道連盟の主催により11月下旬に伊勢神宮弓道場で開催される。通称「王座」・「伊勢大会」。各連盟の秋季リーグ戦・大会の優勝校、及び全日本学生弓道選手権大会優勝校の計10校のトーナメント形式で行われる。全日優勝校が地区代表になった場合は全日準優勝校が出場する。
4人立1組、［1回戦・準決勝］12射=計48射、［決勝］20射＝計80射　※第46回（R.4）より。

## 過去の成績
|                | 優勝（回数）  | 的中数        | 準優勝           | 的中数        | 最優秀選手      |
| -------------- | ------------- | ------------- | ---------------- | ------------- | --------------- |
| 第1回（S.52）  | 筑波          | 26            | 新潟             | 16            |                 |
| 第2回（S.53）  | 大分          | 26（5）       | 広島修道         | 26（3）       |                 |
| 第3回（S.54）  | 筑波（2）     | 30            | 東北学院         | 15            |                 |
| 第4回（S.55）  | 筑波（3）     | 29            | 福岡             | 17            | 三嘴裕子        |
| 第5回（S.56）  | 埼玉          | 21            | 島根             | 16            | 角屋敷往子      |
| 第6回（S.57）  | 熊本          | 25            | 筑波             | 22            | 林田享子        |
| 第7回（S.58）  | 日本          | 29            | 岐阜             | 24            | 池添晶子        |
| 第8回（S.59）  | 日本（2）     | 25            | 広島             | 23            | 土屋理恵        |
| 第9回（S.60）  | 日本（3）     | 26            | 三重             | 25            | 渡辺ゆかり      |
| 第10回（S.61） | 日本（4）     | 33            | 埼玉             | 23            | 堀井由紀        |
| 第11回（S.62） | 早稲田        | 31（6-3-2-3） | 信州             | 31（6-3-2-2） | 植松啓子        |
| 第12回（S.63） | 信州          | 32            | 関西             | 30            | 鶴見登美子      |
| 第13回（H.1）  | 甲南          | 23            | 福島             | 22            | 寺園久子        |
| 第14回（H.2）  | 日本（5）     | 33            | 愛知             | 21            | 秋山知賀子      |
| 第15回（H.3）  | 城西          | 26            | 日本             | 25            | 鈴木庸子        |
| 第16回（H.4）  | 信州（2）     | 31            | 広島             | 20            | 村田和歌子      |
| 第17回（H.5）  | 東北学院      | 31            | 信州             | 25            | 森愛子          |
| 第18回（H.6）  | 日本（6）     | 28            | 札幌学院         | 27            | 涌嶋美和子      |
| 第19回（H.7）  | 愛知          | 28            | 東北学院         | 22            | 上田めぐみ      |
| 第20回（H.8）  | 東北学院（2） | 27（5-3）     | 岡山             | 27（5-1）     | 永井睦美        |
| 第21回（H.9）  | 甲南（2）     | 32            | 城西             | 25            | 山田和代        |
| 第22回（H.10） | 東北福祉      | 30            | 愛知             | 24            | 菅野美和        |
| 第23回（H.11） | 日本（7）     | 31            | 信州             | 26            | 岩本京子        |
| 第24回（H.12） | 九州産業      | 34            | 桜美林           | 33            | 尾山祐子        |
| 第25回（H.13） | 九州産業（2） | 31            | 明治             | 30            | 尾山祐子（2）   |
| 第26回（H.14） | 東北福祉（2） | 30            | 信州             | 25            | 石井淑          |
| 第27回（H.15） | 日本（8）     | 30            | 九州産業         | 27            | 植村友美        |
| 第28回（H.16） | 桜美林        | 29            | 国際武道         | 26            | 山下亜希子      |
| 第29回（H.17） | 桜美林（2）   | 32            | 弘前             | 26            | 長谷川早紀      |
| 第30回（H.18） | 桜美林（3）   | 32            | 愛知             | 30            | 長谷川早紀（2） |
| 第31回（H.19） | 愛知（2）     | 26            | 甲南             | 20            | 神藤絵美        |
| 第32回（H.20） | 早稲田（2）   | 30            | 三重             | 29            | 山下恵          |
| 第33回（H.21） | 関西          | 31            | 立命館           | 27            | 中尾愛          |
| 第34回（H.22） | 桜美林（4）   | 31            | 札幌学院         | 26            | 石田桃子        |
| 第35回（H.23） | 近畿          | 34            | 日本             | 30            | 下崎花          |
| 第36回（H.24） | 信州（3）     | 27            | 明治             | 26            | 細谷真奈実      |
| 第37回（H.25） | 東日本国際    | 30            | 愛知             | 24            | 大川香純        |
| 第38回（H.26） | 甲南（3）     | 32            | 桜美林           | 29            | 植本有海        |
| 第39回（H.27） | 東北学院（3） | 35            | 桜美林           | 32            | 高木千緩        |
| 第40回（H.28） | 桜美林（5）   | 31            | 関西             | 29            | 加藤美有紀      |
| 第41回（H.29） | 日本（9）     | 55            | 三重             | 50            | 斎藤由菜        |
| 第42回（H.30） | 日本（10）    | 54            | 別府溝部学園短期 | 45            | 武政秋結実      |
| 第43回（R.1）  | 愛知（3）     | 56            | 日本             | 52            | 堀内弥花        |
| 第44回（R.2）※ | 日本（11）    | 52            | 大阪経済         | 39            |                 |
| 第45回（R.3）  | 四国          | 45            | 酪農学園         | 39            | 中山亜莉沙      |
| 第46回（R.4）  | 札幌学院      | 61            | 桜美林           | 53            | 高橋明日香      |
| 第47回（R.5）  | 四国（2）     | 63            | 桜美林           | 59            | 落合南海        |
| 第48回（R.6）  | 立命館        | 62            | 日本             | 61            | 丸⼭来夏        |

※令和2年44回大会はコロナ禍により中止。代替として【地区推薦大学弓道大会】をオンラインで開催

## 記録

### 優勝回数
| 11回 | 日本                                                             |
| 5回  | 桜美林                                                           |
| 3回  | 筑波、信州、東北学院、甲南、愛知                                 |
| 2回  | 九州産業、東北福祉、早稲田、四国                                 |
| 1回  | 大分、埼玉、熊本、城西、関西、近畿、東日本国際、札幌学院、立命館 |

### 連続優勝（2連覇以上）
| 4連覇 | 日本     | S.58-61 |
| 3連覇 | 桜美林   | H.16-18 |
| 2連覇 | 筑波     | S.54-55 |
| 2連覇 | 九州産業 | H.12-13 |
| 2連覇 | 日本     | H.29-30 |

### 出場回数（7回以上）
| 39回 | 信州                   |
| 25回 | 日本                   |
| 21回 | 筑波                   |
| 19回 | 札幌学院               |
| 17回 | 愛知                   |
| 16回 | 立命館                 |
| 15回 | 桜美林                 |
| 13回 | 東北学院               |
| 10回 | 甲南                   |
| 9回  | 北海道、福岡、国際武道 |
| 8回  | 小樽商科、東北、三重   |
| 7回  | 東北福祉、岐阜、四国   |

※記録は第48回（R.6）まで時点